# Hjalmar Pihlstrand
Hjalmar Pihlstrand, född den 26 juni 1848, död den 15 november 1929 i Stockholm, var en svensk romanförfattare och journalist. Pseudonymer: Almarpi, Georg Svahn, Hjalmar Strand och Nils Myrin.

## Biografi
Pihlstrand var en tidigare lantbrukare, som under 1880- och 1890-talet var redaktör för olika skämttidningar. Därefter drev han förlagsrörelse i Stockholm. Han gav även ut ett antal populärromaner under olika pseudonymer, varav flera var bearbetningar av tyska original. 